# Club Lizard Yokohama
Club Lizard Yokohama（クラブ リザード ヨコハマ）は横浜市中区に所在したライブハウス。
出店していたミヨシビルの老朽化に伴い2017年3月26日をもって営業を終了した。

## 概要
- 2002年、ミヨシビルのB1にクラブとしてオープン。
- 2004年11月　新たな可能性を秘めたライブハウスとしてリニューアル
- 2012年4月1日〜7月9日 Club Lizard Yokohama 10th Anniversary!! 100日連続イベントを開催 最終日の7月9日には秦基博単独公演を開催
- 出店しているビルの老朽化に伴い、2017年3月31日をもって閉店することが発表された。
- 2017年3月26日を以て営業終了。

## 施設概要
会場はオールスタンディング。Barスペースにはソファー席がある。飲食物の持ち込みは禁止されており、入場時に入り口で回収されることがある。
コインロッカーは26個設置。動員がある公演では1階にてクロークを行っている。

## 所在地
- 神奈川県横浜市中区山下町31ミヨシビルB1F

## その他
これまでに秦基博 / 9mm_Parabellum_Bullet / The_Mirraz / キマグレンなど数多くのミュージシャンを輩出しており、横浜の音楽シーンでの登竜門的なライブハウスとなっている。